# И̇
Cette page contient des caractères spéciaux ou non latins. S’ils s’affichent mal (▯, ?, etc.), consultez la page d’aide Unicode.
Le i point suscrit (majuscule : И̇, minuscule : и̇) est une lettre de l’alphabet cyrillique utilisée en selkoupe. Il est composé d’un i cyrillique ‹ И › diacrité d’un point en chef.

## Représentation informatique
Le i point suscrit peut être représenté avec les caractères Unicode (cyrillique, diacritiques) suivants, :
| formes    | représentations | chaînes de caractères | points de code | descriptions                                            |
| --------- | --------------- | --------------------- | -------------- | ------------------------------------------------------- |
| capitale  | И̇               | И◌̇                    | U+0418 U+0307  | lettre majuscule cyrillique i diacritique point suscrit |
| minuscule | и̇               | и◌̇                    | U+0438 U+0307  | lettre minuscule cyrillique i diacritique point suscrit |